# 第2屆香港電影金像獎
第2屆香港電影金像獎（英語：2nd Hong Kong Film Awards）由星島報業有限公司與電影雙周刊聯合主辦，於1983年7月31日晚上8點在香港浸會學院大專會堂舉行，大會司儀由曾志偉、蕭芳芳担任，共頒發38個獎項，當中包括獲選「十大華語片」及「十大外語片」的20部中外電影。本屆金像奖颁奖礼首次有传媒（無綫電視）进行现场直播。

## 評選機制
- 最佳影片、最佳導演、最佳劇本、最佳男演員、最佳女演員：由香港影評人選出[1]
- 最有前途新人、最佳攝影、最佳剪接、最佳美術指導、最佳武術指導、最佳音樂、最佳主題曲：由楚原、吴回、吴思远、徐克、章国明、罗君雄、陈俊杰、林乐培、吴大江、梁志兴、李乐诗、唐佳、程小东、林年同、罗卜、石琪、刘成汉、贾佩琳组成的18人評審團選出
- 最佳廣告包裝：由廣告界人士選出[2]
- 最受歡迎華語片、最受歡迎外語片：根據1982年各中西影片的票房紀錄，連同1983年7月舉行的公開投票综合计算
- 最受歡迎男演員、最受歡迎女演員：由讀者投票選出
- 最高榮譽：由籌委會提名，頒獎禮贊助人評選

## 提名及獲獎名單

### 十大華語片
1. 《投奔怒海》
2. 《靚妹仔》
3. 《烈火青春》
4. 《敗家仔》
5. 《殺出西營盤》
6. 《最佳拍檔》
7. 《牧馬人》
8. 《檸檬可樂》
9. 《奇門遁甲》
10. 《十八般武藝》

### 十大外語片
1. 《法國中尉的女人》
2. / 《黛絲姑娘》
3. 《烽火赤焰萬里情》
4. 《豹妹》
5. 《大失踪（英语：Missing (1982 film)）》
6. 《金池塘》
7. 《烈火戰車》
8. 《法櫃奇兵》
9. 《迷牆》
10. 《疯狂的麦克斯2》

## 獎項統計
註：只計算12個採取提名制的獎項：
| 數目 | 電影名稱                                                                                               |
| 獲獎 | |
| 5    | 投奔怒海                                                                                               |
| 2    | 夜驚魂                                                                                                 |
| 1    | 最佳拍檔、再生人、敗家仔、提防小手、靚妹仔、俏皮女學生                                                 |
| 提名 | |
| 10   | 投奔怒海                                                                                               |
| 8    | 烈火青春                                                                                               |
| 7    | 靚妹仔                                                                                                 |
| 4    | 最佳拍檔                                                                                               |
| 3    | 殺出西營盤、敗家仔、夜驚魂、再生人                                                                     |
| 2    | 檸檬可樂、俏皮女學生                                                                                   |
| 1    | 細圈仔、武松、提防小手、殺入愛情街、薄荷咖啡、難兄難弟、龍少爺、龍之忍者、十八般武藝、奇門遁甲、少林寺 |

### 金像獎電影
| 電影              | 獎項                                                     |
| ----------------- | -------------------------------------------------------- |
| 投奔怒海          | 最佳電影、最佳導演、最佳編劇、最有前途新人、最佳美術指導 |
| 最佳拍檔 提防小手 | 最佳男主角                                               |
| 靚妹仔            | 最佳女主角                                               |
| 夜驚魂            | 最佳攝影、最佳剪接                                       |
| 敗家仔            | 最佳動作指導                                             |
| 再生人            | 最佳電影配樂                                             |
| 俏皮女學生        | 最佳電影歌曲                                             |

## 表演嘉宾
- 露雲娜《戚眼眉》
- 鍾鎮濤
- 彭健新《提防小手》
- 雷安娜
- 陳潔靈
- 張國榮
- 杜麗莎

## 媒体播放
- 现场直播：无线电视翡翠台

## 外部連結
- 第二屆香港電影金像獎得獎名單新版 （页面存档备份，存于）
- 第二屆香港電影金像獎得獎名單舊版 （页面存档备份，存于）